# 花蓮鐵道文化園區

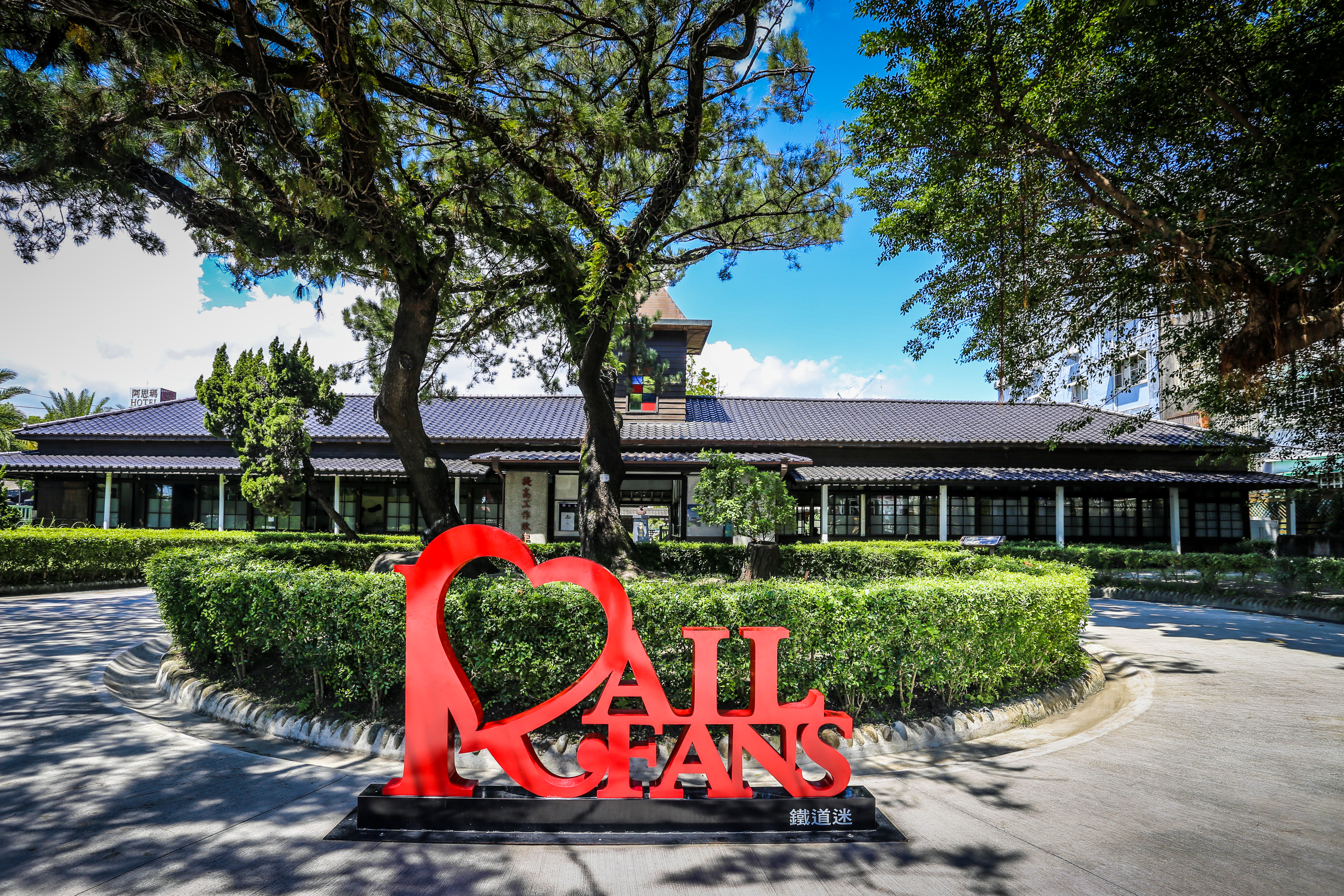
花蓮鐵道文化園區一館

花蓮鐵道文化園區是一個位於臺灣花蓮縣花蓮市，以舊花東鐵道文化為主題的園區。

## 簡介
1908年，隨著花東線鐵路開工，臺灣總督府鐵道部在花蓮港街黑金通（現今花蓮市中山路）一帶著手設立花東線鐵路營運中心，並設有出張所、警務段、工務段等機構。
1909年9月，「臺灣總督府交通局鐵道部花蓮港出張所」設立。
1959年，改為「臺灣鐵路管理局花蓮管理處」。
1982年，臺灣鐵路管理局花蓮車站遷移至豐川新址，這些建築設施皆因此失去功能。
2002年，行政院文化建設委員會將其周圍設施列為花蓮縣歷史建築並著手修復。現花蓮鐵道文化園區內有鐵道部花蓮港出張所園區、舊站噴水池、舊花蓮工務段、舊花蓮警務段、蒸汽火車加水水塔、舊鐵路醫院、舊火車站機工房、處長宿舍及員工宿舍群等建築。

## 圖集

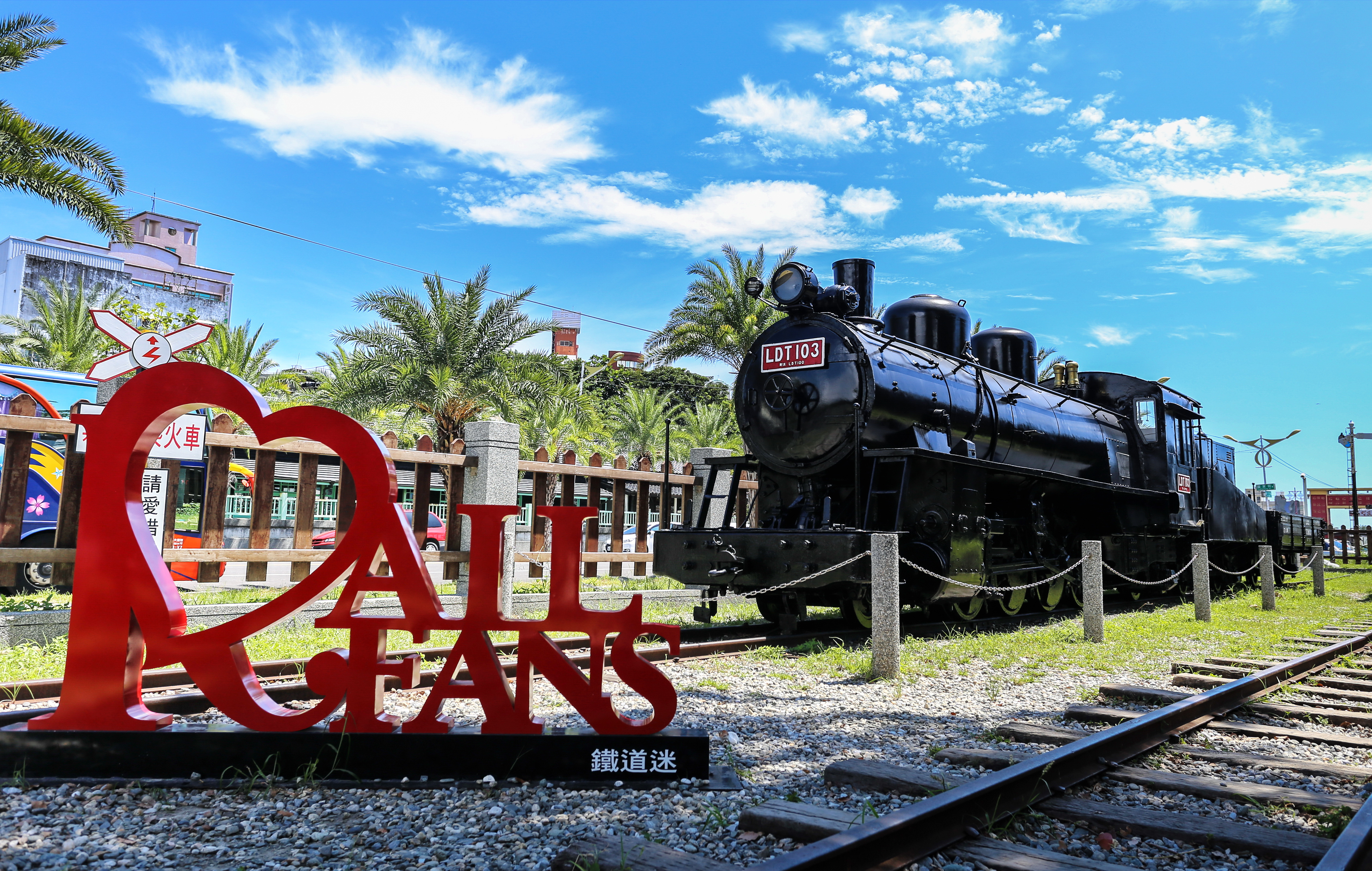
花蓮鐵道文化園區二館
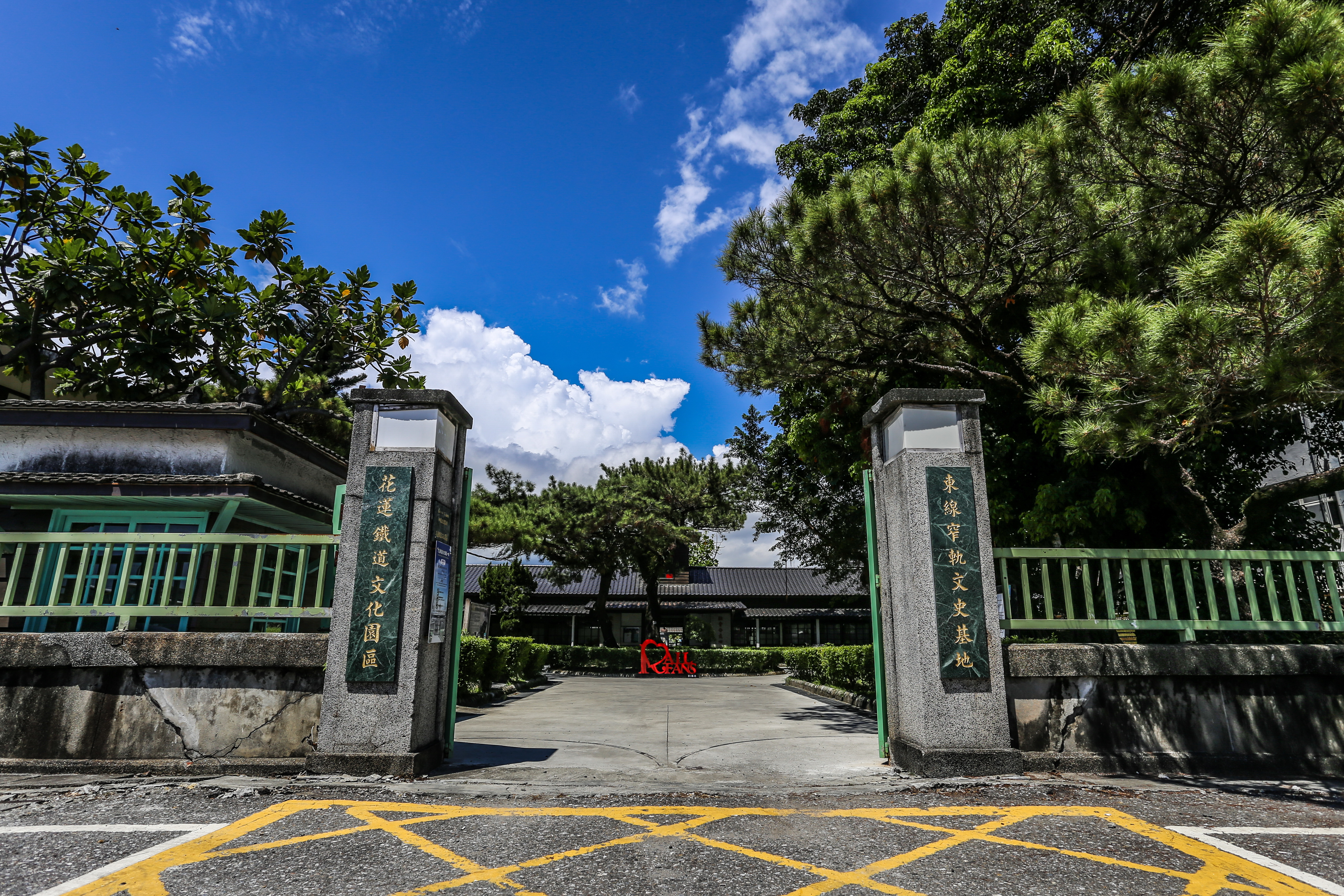
花蓮鐵道文化園區一館入口
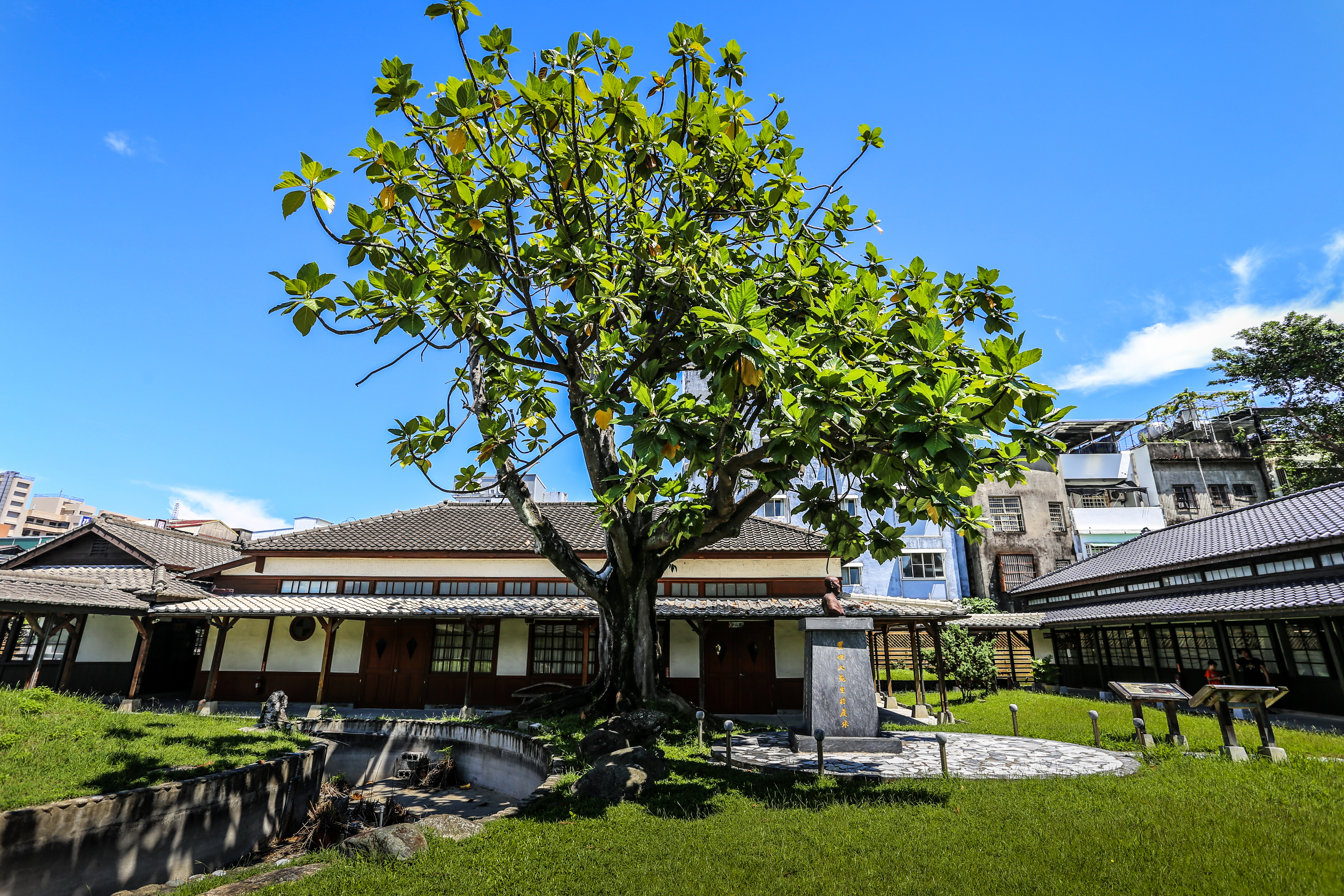
花蓮鐵道文化園區一館
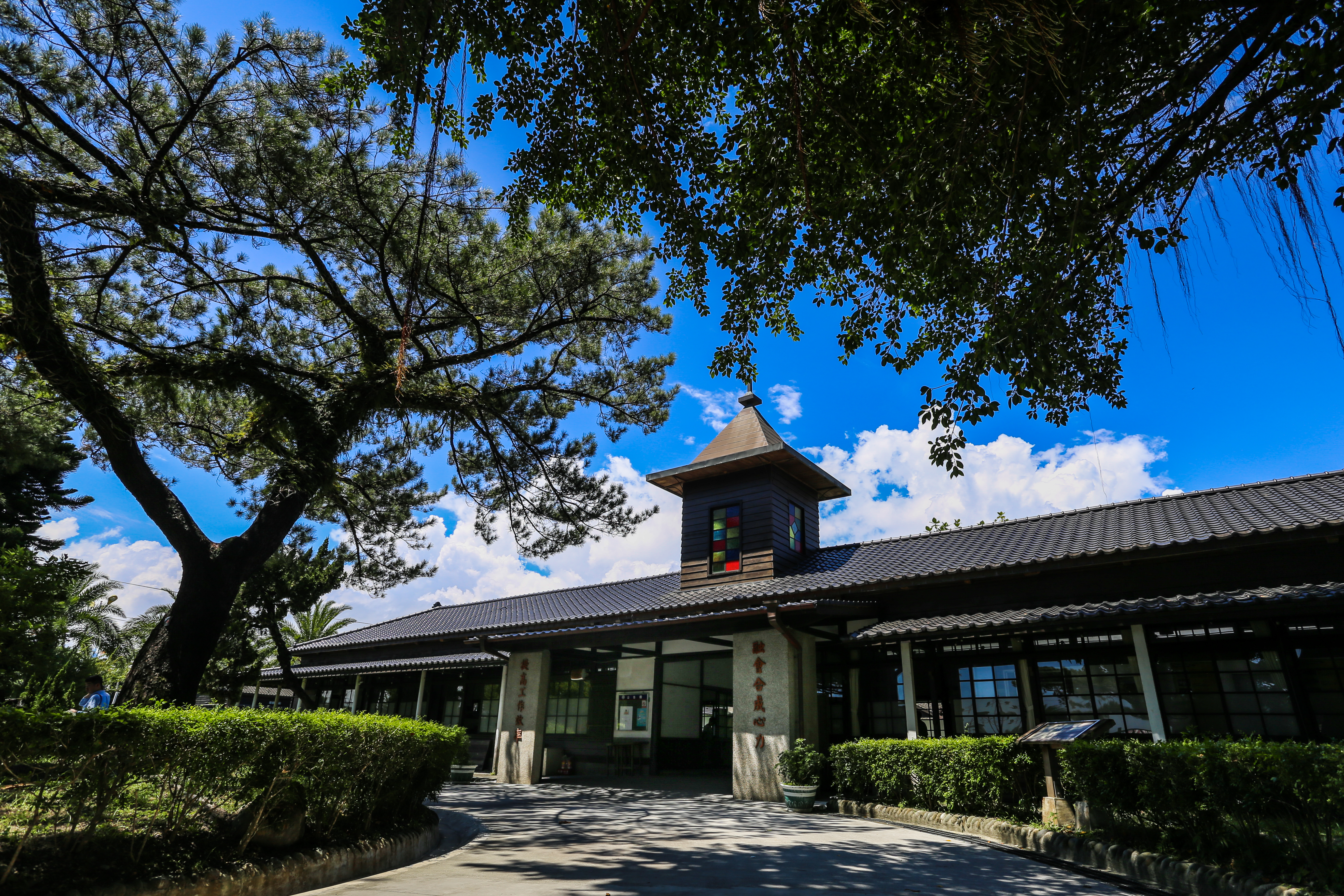
花蓮鐵道文化園區一館
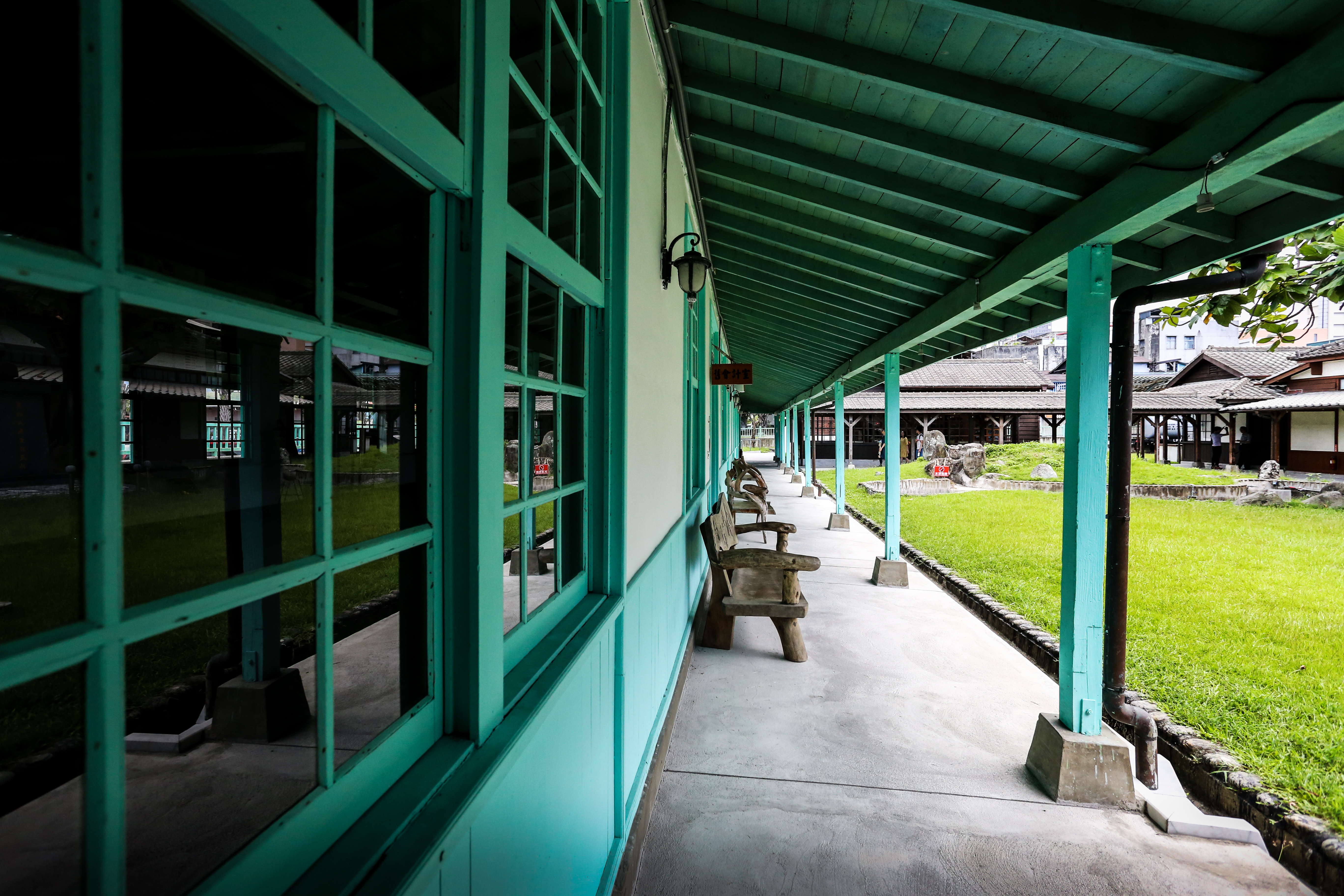
花蓮鐵道文化園區一館
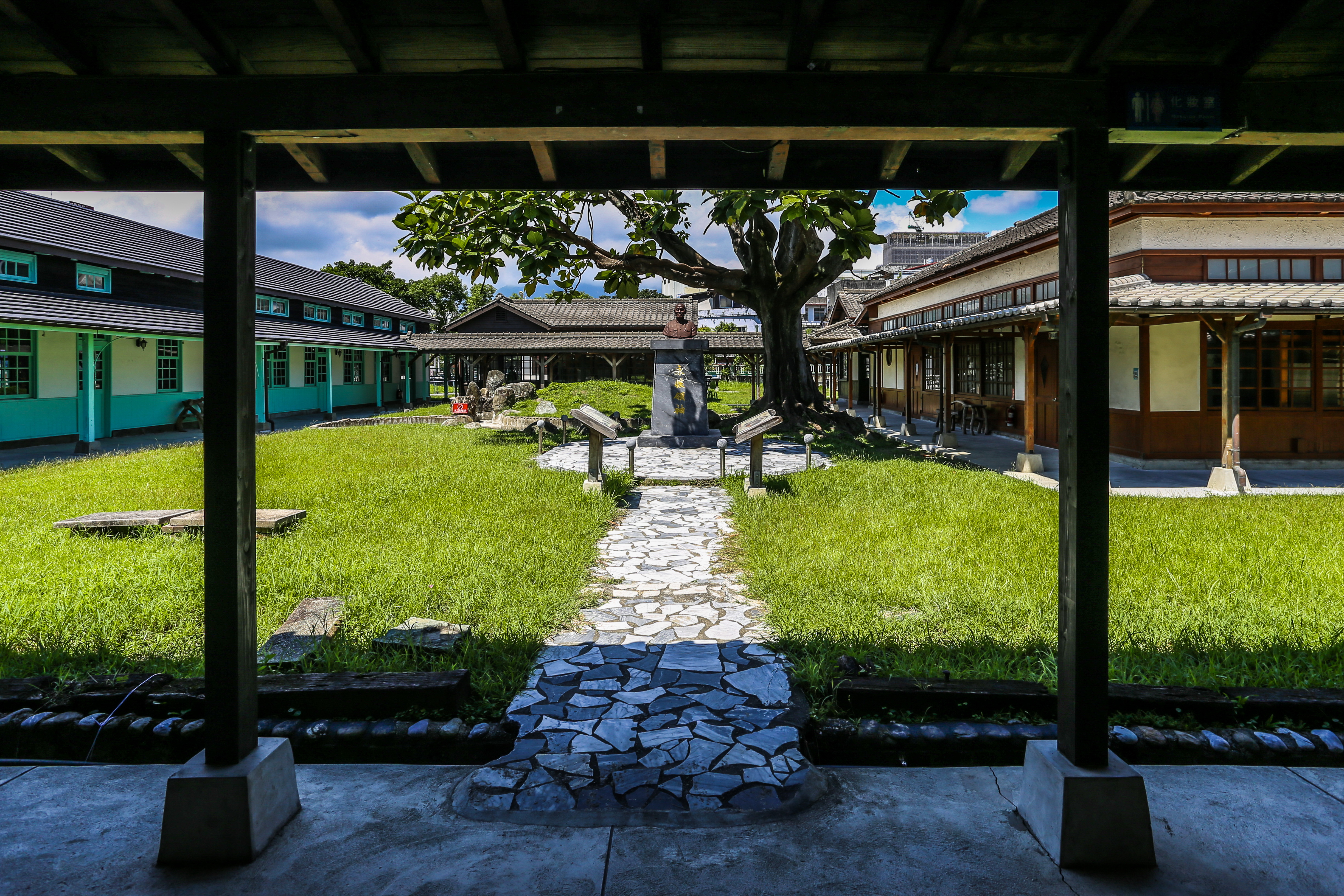
花蓮鐵道文化園區一館
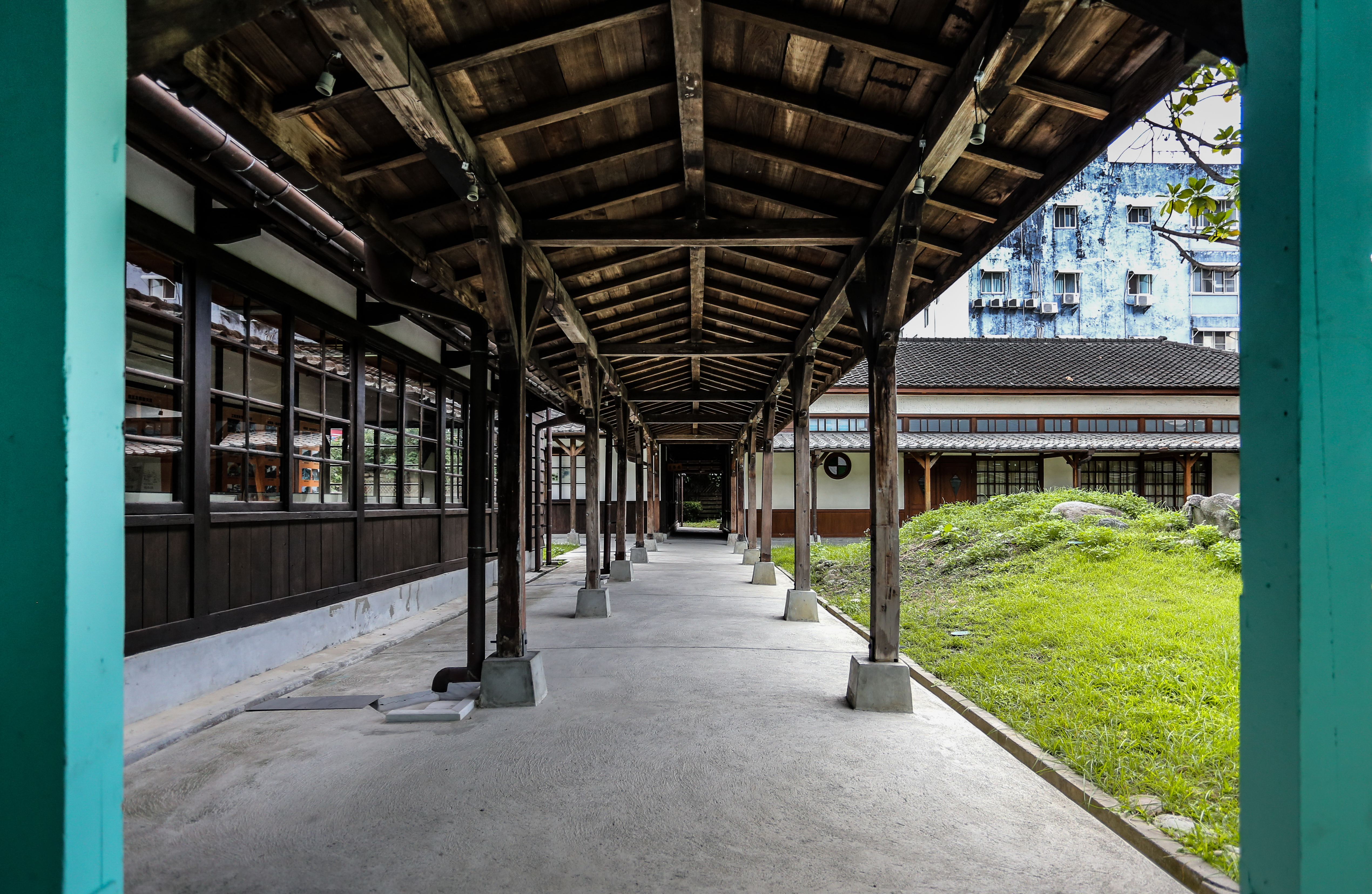
花蓮鐵道文化園區一館
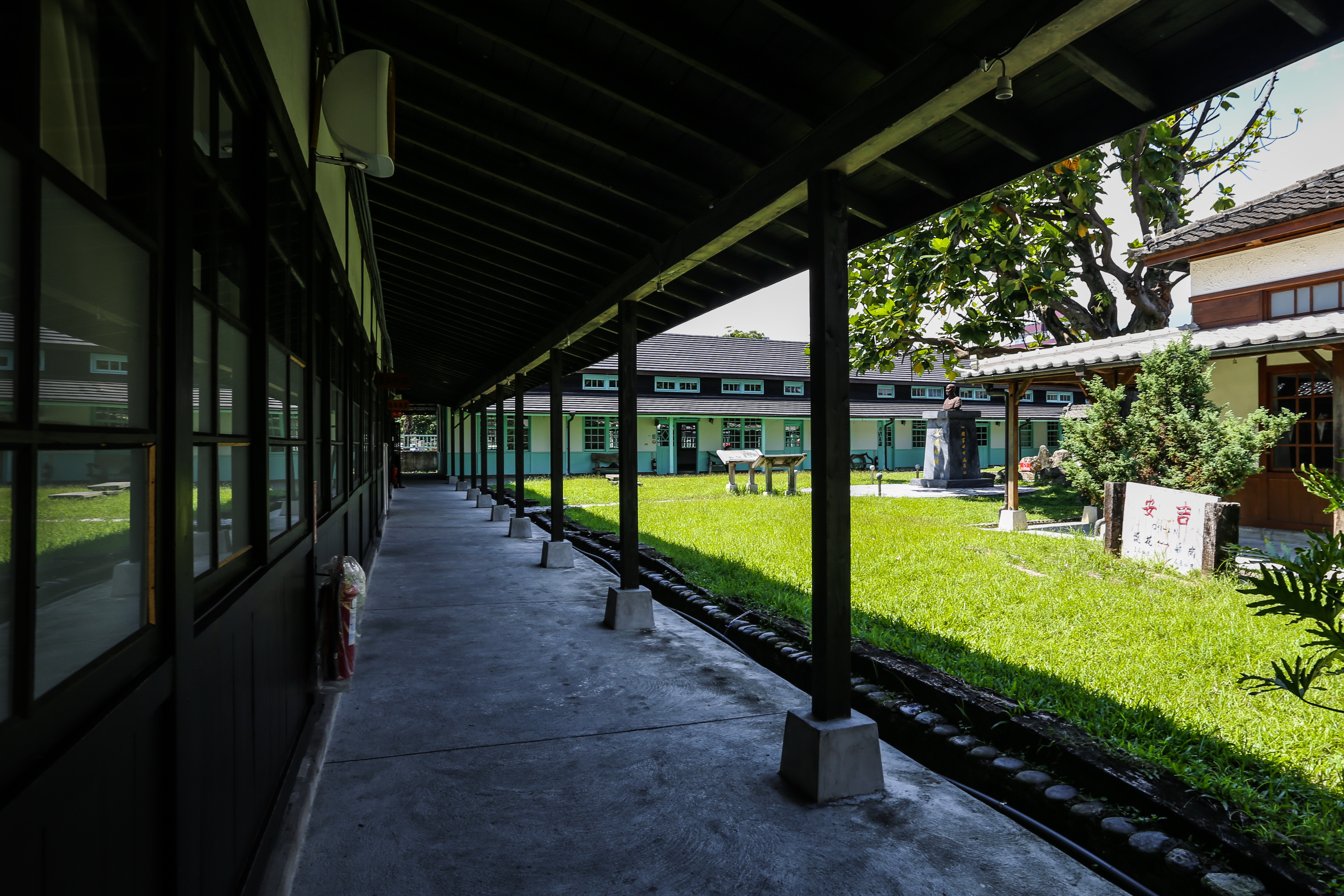
花蓮鐵道文化園區一館
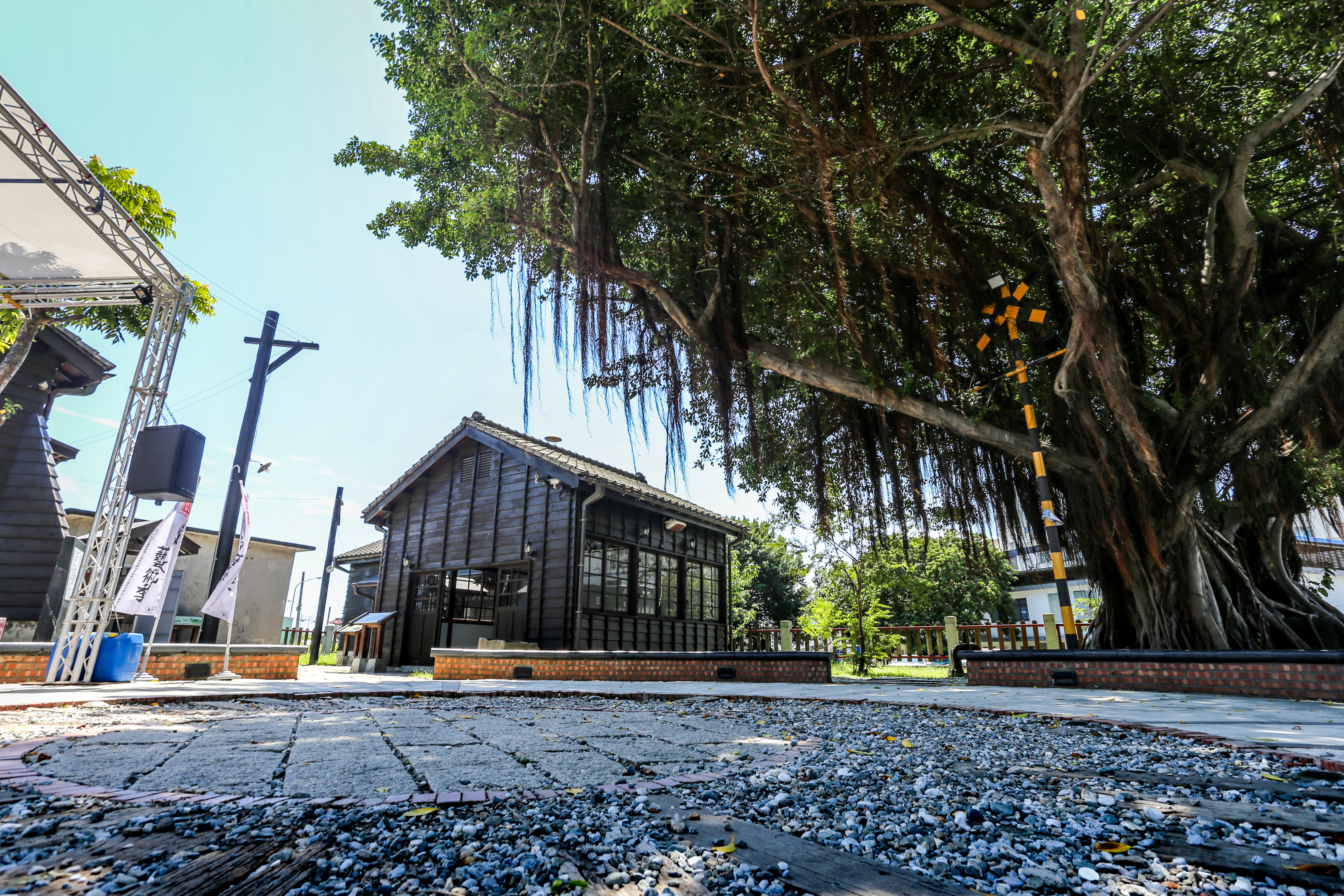
花蓮鐵道文化園區二館
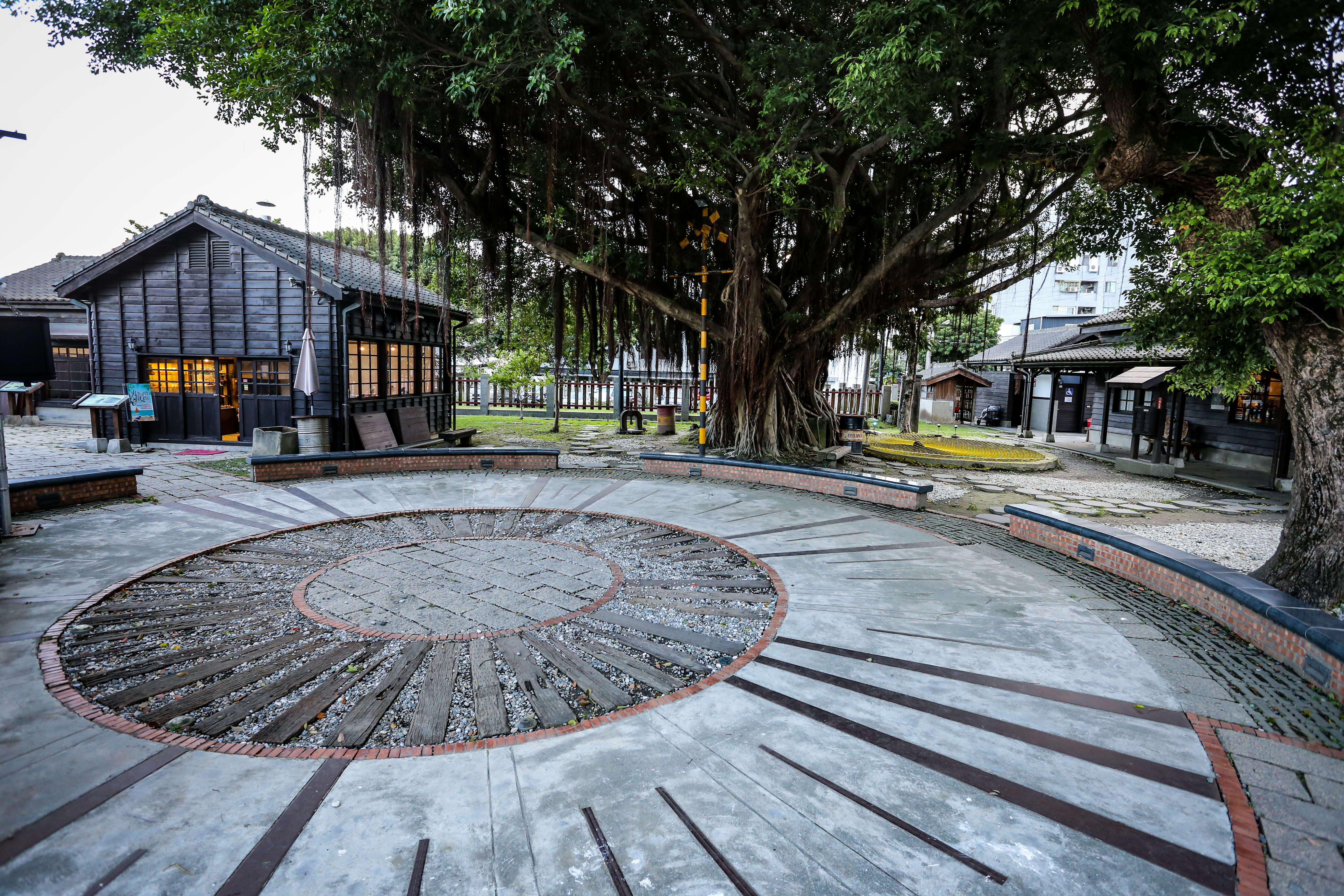
花蓮鐵道文化園區二館
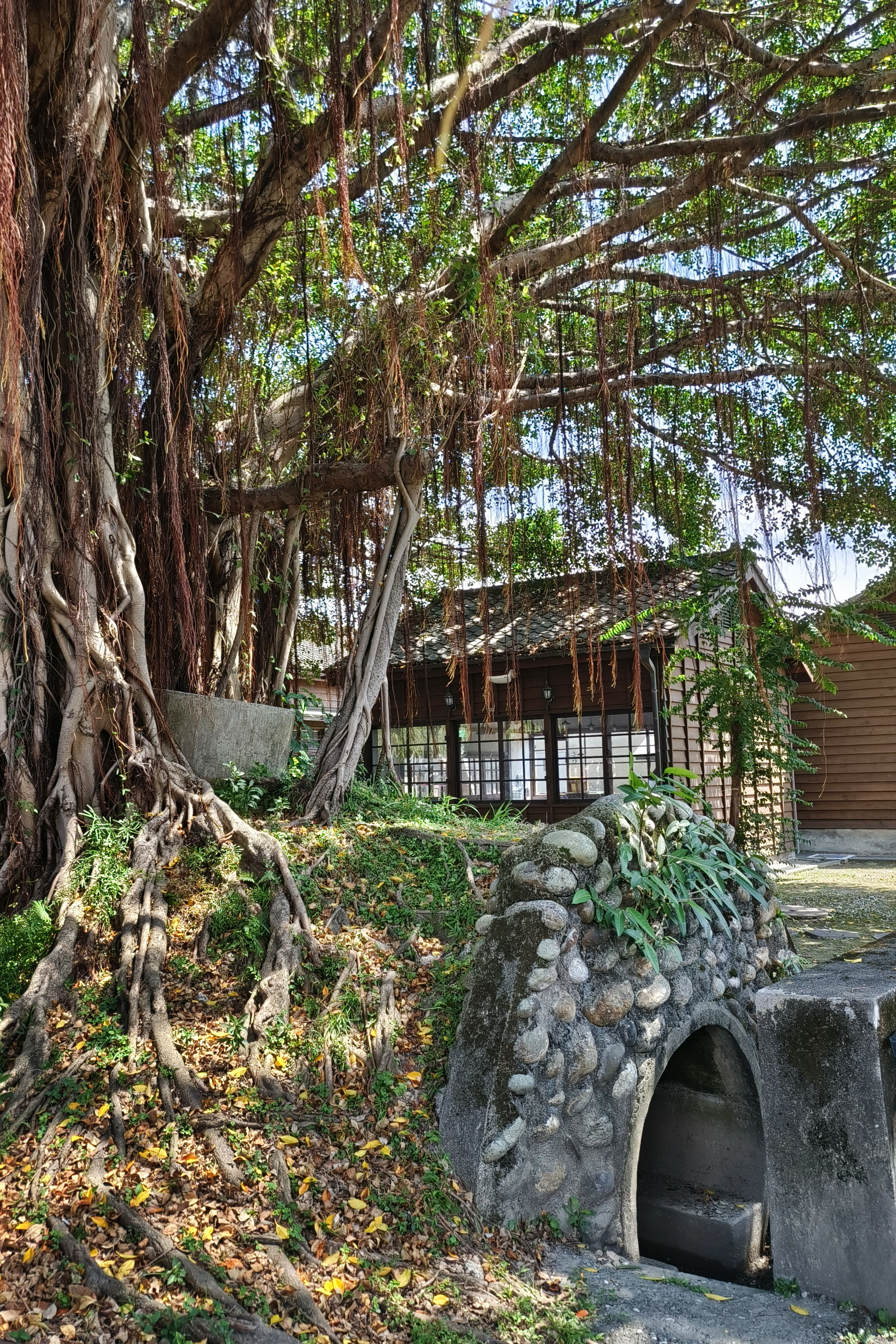
花蓮鐵道文化園區二館的防空洞
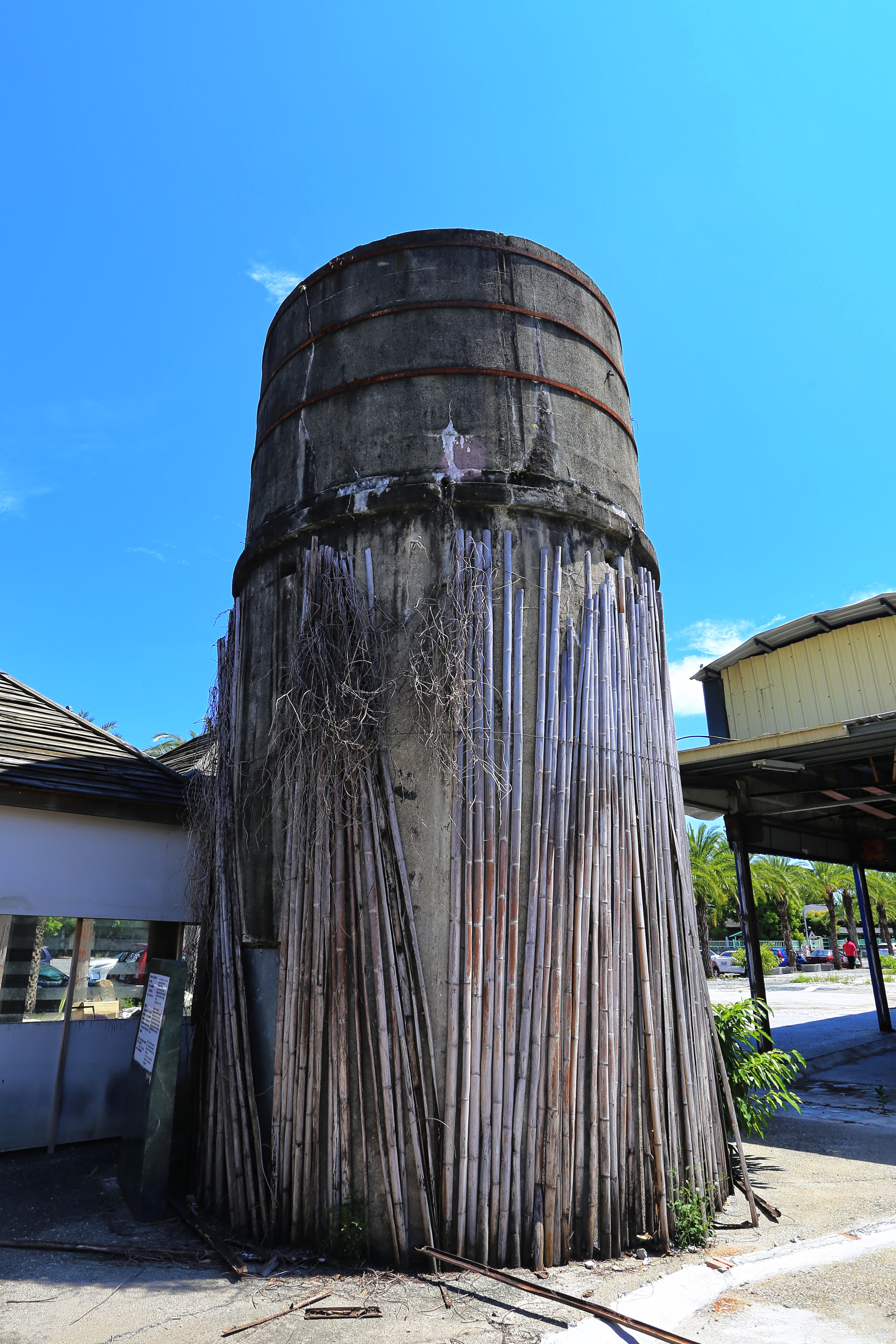
前花蓮火車站加水塔
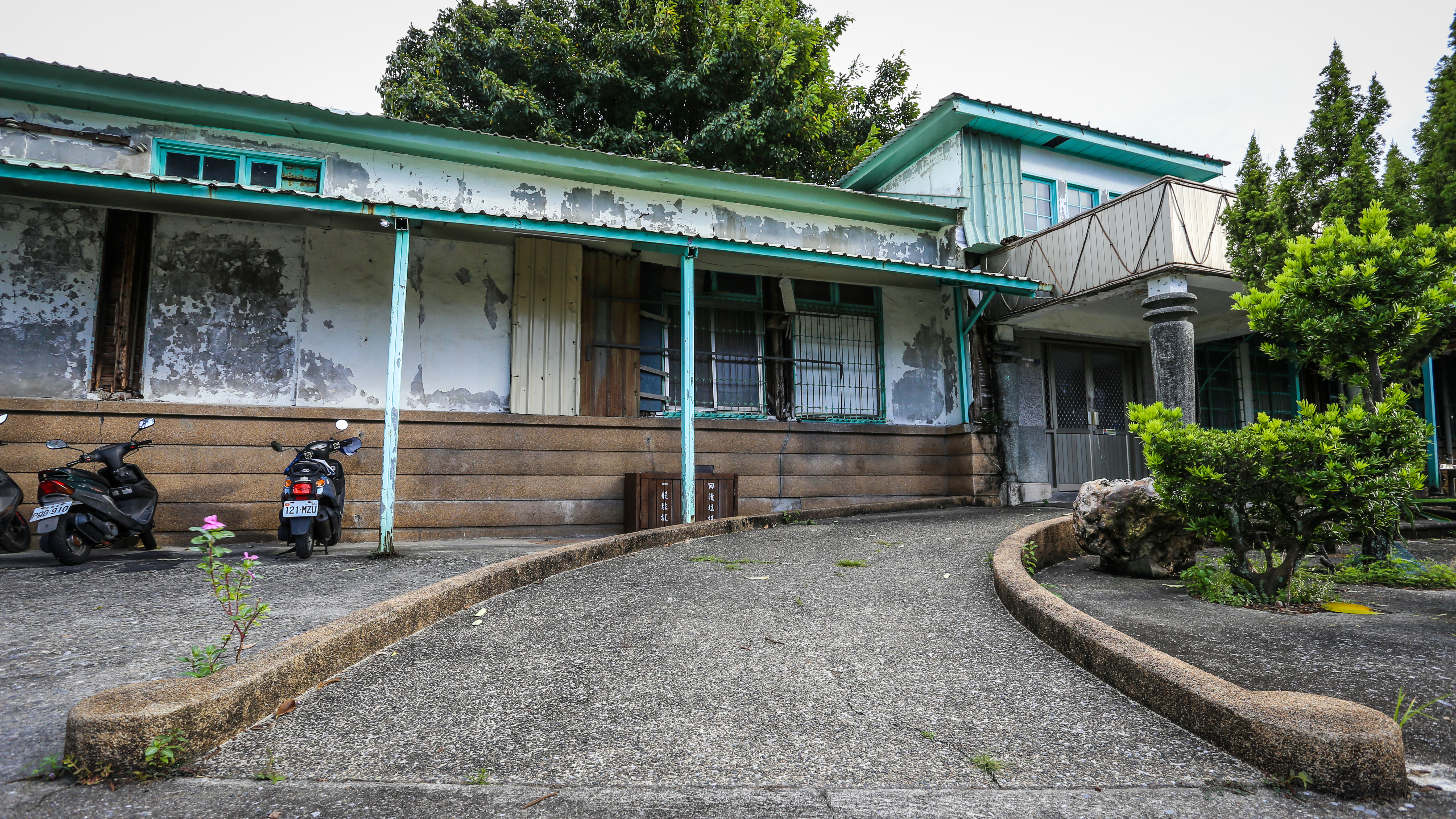
舊花蓮鐵路醫院
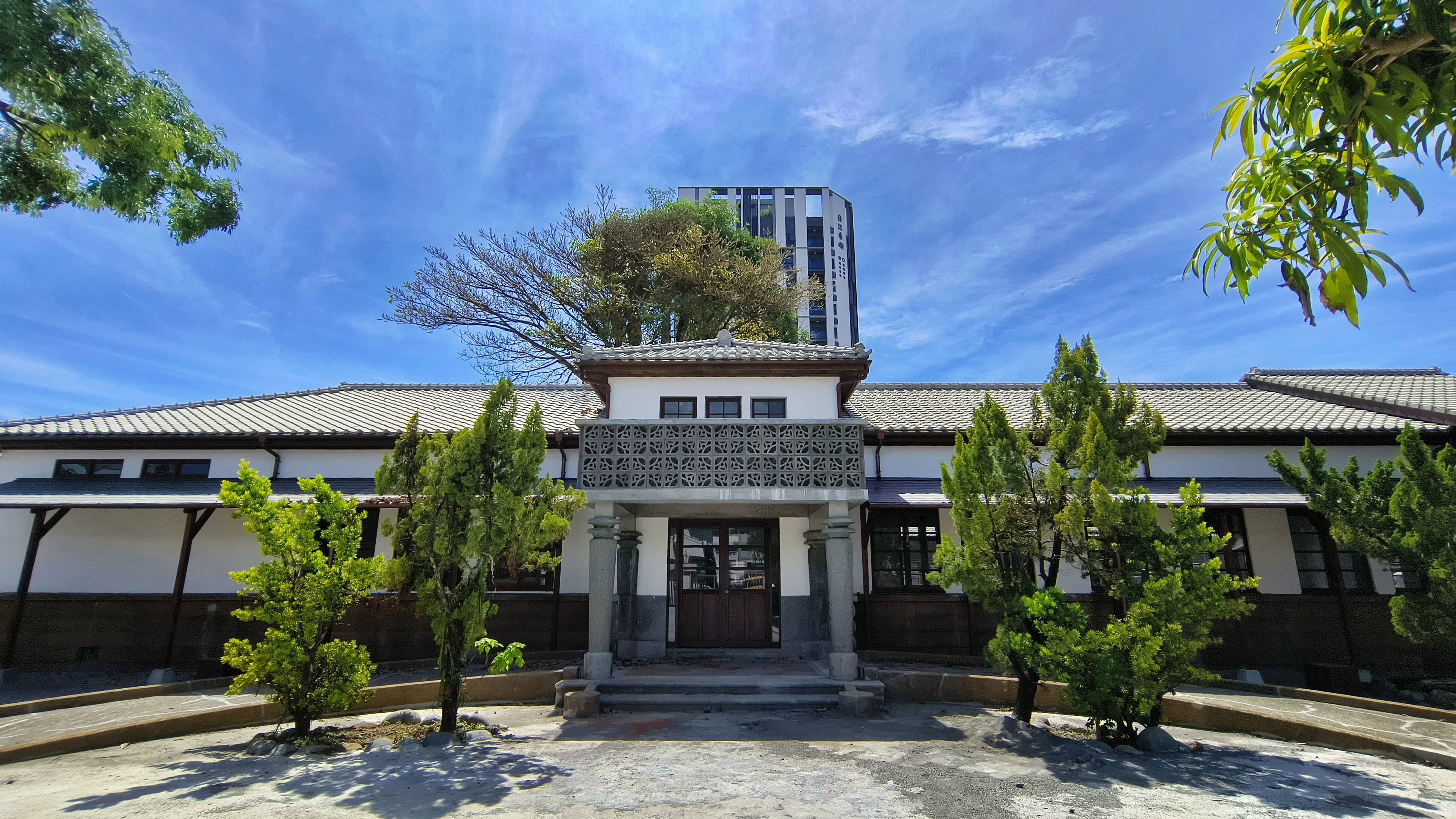
活化後的舊花蓮鐵路醫院
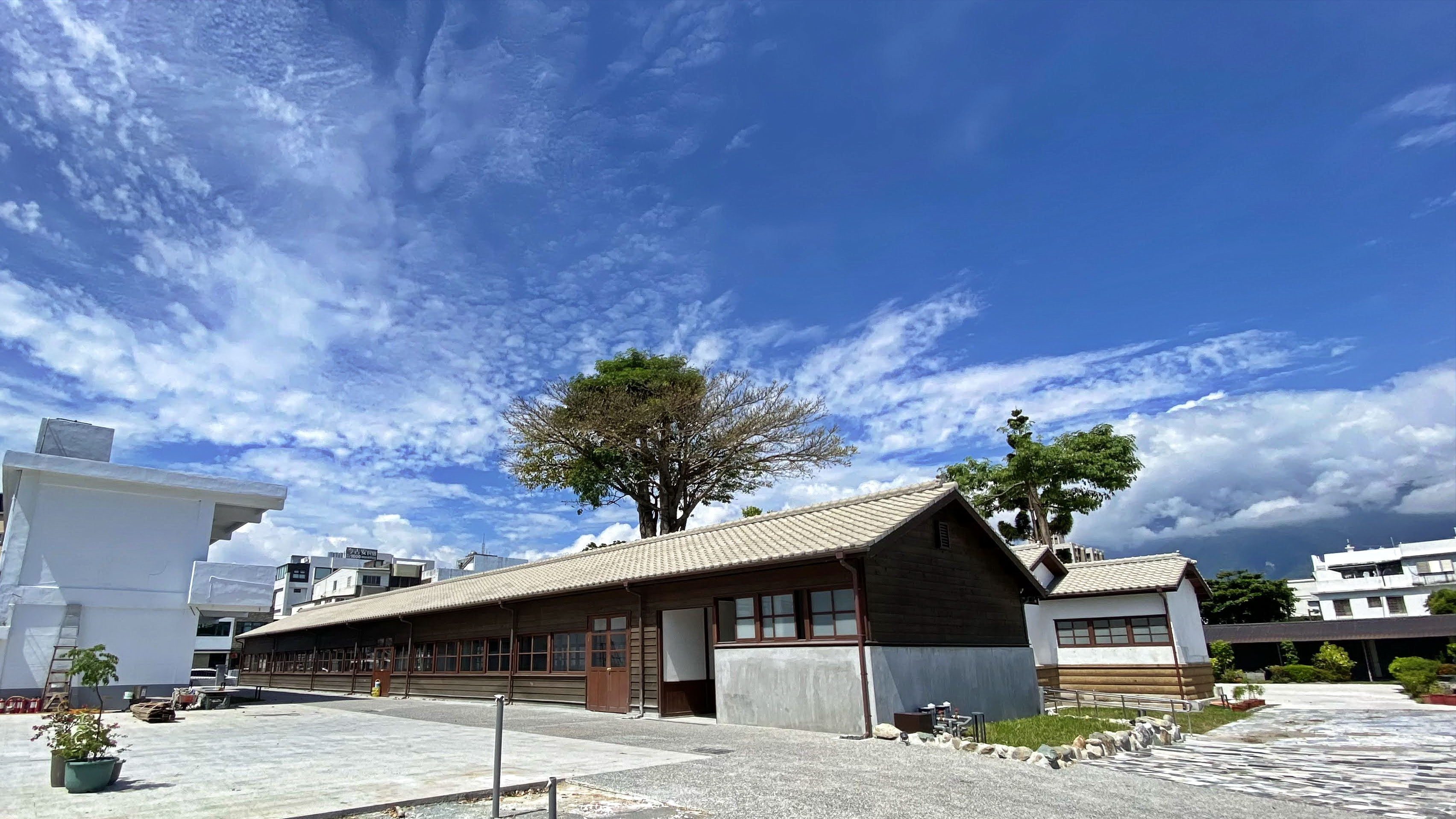
活化後的舊花蓮鐵路醫院園區

## 另見
- 花蓮臨港線
- 花蓮機廠
- 花蓮機務段

## 周遭
- 東大門夜市
- 花崗國中

## 交通
- 大眾運輸

可搭乘火車或國道客運前往台鐵花蓮車站，在花蓮轉運站轉乘花蓮縣市區公車，於東大門夜市站下車即可抵達。
- 開車

台九線抵花蓮市區後，轉中山路（花15線鄉道）至東大門夜市方向前往，本園區即位於花蓮客運舊站旁。

## 外部連結
- 花蓮鐵道文化園區官方部落格 （页面存档备份，存于）
- 文化部文化資產局：前花蓮火車站加水塔 （页面存档备份，存于）
- 文化部文化資產局：舊花蓮鐵路醫院 （页面存档备份，存于）
- 文化部文化資產局：交通部台鐵管理局花蓮管理處 （页面存档备份，存于）